# Elbasan megye településeinek listája
Elbasan megye településeinek listája az albániai Elbasan megye 7 városának és 401 falujának magyar betűrend szerinti felsorolása a 2015 óta érvényben lévő települési szerepkör, valamint a községi és alközségi beosztás megjelölésével.
A névalakokhoz
Az adatok között az albán névszóragozás sajátosságainak megfelelően a határozatlan és a határozott névalak egyaránt szerepel (pl. Elbasan / Elbasani). Ahol a határozatlan és a határozott alak megegyezik, az egyszerűség kedvéért a név önmagában áll (pl. Gjoçaj, és nem Gjoçaj / Gjoçaj). Miután Albániában nem rendezik törvényi szinten a települések pontos névalakját, és egységes szempontok szerint összeállított helységnévtár sem áll rendelkezésre, az albán településnevek egy részének írásmódja erősen ingadozó. Ezért az esetleges párhuzamos névváltozatok is feltűnnek a táblázatban. Az elsődleges névalakok forrása a 2015 júniusában érvénybe lépett 115/2014. számú közigazgatási törvény szövege, valamint az albán Központi Választási Bizottság honlapján megtalálható 2003-as települési adatbázis. Sok esetben már e két forrásban is eltér a településnevek írásmódja, így az elfogadottabbnak számító névalak megnyugtató megállapításához mérvadó albán hírportálok, a Koha Jonë és a Shekulli adatbázisát is felhasználtuk.

## Települések
| Név (határozatlan / határozott)        | Névváltozat(ok)                                  | Jogállás | Szerepkör (2015 óta)                          | Megye   | Község (2015 óta) | Alközség (2015 óta) |
| -------------------------------------- | ------------------------------------------------ | -------- | --------------------------------------------- | ------- | ----------------- | ------------------- |
| Elbasan / Elbasani                     |                                                  | város    | megyeszékhely, községközpont, alközségközpont | Elbasan | Elbasan           | Elbasan             |
| Belsh / Belshi                         | Belesh / Beleshi                                 | város    | községközpont, alközségközpont                | Elbasan | Belsh             | Belsh               |
| Cërrik / Cërriku                       |                                                  | város    | községközpont, alközségközpont                | Elbasan | Cërrik            | Cërrik              |
| Gramsh / Gramshi                       |                                                  | város    | községközpont, alközségközpont                | Elbasan | Gramsh            | Gramsh              |
| Librazhd / Librazhdi                   |                                                  | város    | községközpont, alközségközpont                | Elbasan | Librazhd          | Librazhd            |
| Peqin / Peqini                         |                                                  | város    | községközpont, alközségközpont                | Elbasan | Peqin             | Peqin               |
| Prrenjas / Prrenjasi                   | Përrenjas / Përrenjasi                           | város    | községközpont, alközségközpont                | Elbasan | Prrenjas          | Prrenjas            |
| Bradashesh / Bradasheshi               |                                                  | falu     | alközségközpont                               | Elbasan | Elbasan           | Bradashesh          |
| Branesh / Braneshi                     |                                                  | falu     | alközségközpont                               | Elbasan | Elbasan           | Funar               |
| Gjergjan / Gjergjani                   |                                                  | falu     | alközségközpont                               | Elbasan | Elbasan           | Gjergjan            |
| Gjinar / Gjinari                       |                                                  | falu     | alközségközpont                               | Elbasan | Elbasan           | Gjinar              |
| Gjoçaj                                 |                                                  | falu     | alközségközpont                               | Elbasan | Peqin             | Gjoçaj              |
| Gostimë / Gostima                      |                                                  | falu     | alközségközpont                               | Elbasan | Cërrik            | Gostima             |
| Gracen / Graceni                       |                                                  | falu     | alközségközpont                               | Elbasan | Elbasan           | Gracen              |
| Grekan / Grekani                       |                                                  | falu     | alközségközpont                               | Elbasan | Belsh             | Grekan              |
| Hotolisht / Hotolishti                 |                                                  | falu     | alközségközpont                               | Elbasan | Librazhd          | Hotolisht           |
| Kajan / Kajani                         |                                                  | falu     | alközségközpont                               | Elbasan | Belsh             | Kajan               |
| Karinë / Karina                        |                                                  | falu     | alközségközpont                               | Elbasan | Peqin             | Karina              |
| Klos / Klosi                           |                                                  | falu     | alközségközpont                               | Elbasan | Cërrik            | Klos                |
| Kodovjat / Kodovjati                   |                                                  | falu     | alközségközpont                               | Elbasan | Gramsh            | Kodovjat            |
| Kukur / Kukuri                         |                                                  | falu     | alközségközpont                               | Elbasan | Gramsh            | Kukur               |
| Kushovë / Kushova                      |                                                  | falu     | alközségközpont                               | Elbasan | Gramsh            | Kushova             |
| Labinot-Fushë / Labinot-Fusha          |                                                  | falu     | alközségközpont                               | Elbasan | Elbasan           | Labinot-Fusha       |
| Labinot-Mal / Labinot-Mali             |                                                  | falu     | alközségközpont                               | Elbasan | Elbasan           | Labinot-Mal         |
| Librazhd-Qendër / Librazhd-Qendra      |                                                  | falu     | alközségközpont                               | Elbasan | Librazhd          | Qendra (Librazhd)   |
| Lunik / Luniku                         |                                                  | falu     | alközségközpont                               | Elbasan | Librazhd          | Lunik               |
| Mollas / Mollasi                       |                                                  | falu     | alközségközpont                               | Elbasan | Cërrik            | Mollas              |
| Orenjë / Orenja                        |                                                  | falu     | alközségközpont                               | Elbasan | Librazhd          | Orenja              |
| Pajovë / Pajova                        |                                                  | falu     | alközségközpont                               | Elbasan | Peqin             | Pajova              |
| Papër / Papëri (Papri)                 |                                                  | falu     | alközségközpont                               | Elbasan | Elbasan           | Papër               |
| Përparim / Përparimi                   |                                                  | falu     | alközségközpont                               | Elbasan | Peqin             | Përparim            |
| Pishaj                                 |                                                  | falu     | alközségközpont                               | Elbasan | Gramsh            | Pishaj              |
| Polis / Polisi                         |                                                  | falu     | alközségközpont                               | Elbasan | Librazhd          | Polis               |
| Poroçan / Poroçani                     |                                                  | falu     | alközségközpont                               | Elbasan | Gramsh            | Poroçan             |
| Qukës-Shkumbin / Qukës-Shkumbini       |                                                  | falu     | alközségközpont                               | Elbasan | Prrenjas          | Qukës               |
| Rrajcë / Rrajca                        | Rajcë / Rajca                                    | falu     | alközségközpont                               | Elbasan | Prrenjas          | Rrajca              |
| Rrasë e Poshtme / Rrasa e Poshtme      |                                                  | falu     | alközségközpont                               | Elbasan | Belsh             | Rrasa               |
| Shalës / Shalësi                       |                                                  | falu     | alközségközpont                               | Elbasan | Cërrik            | Shalës              |
| Shënepremte / Shënepremtja             | Lenie / Lenija                                   | falu     | alközségközpont                               | Elbasan | Gramsh            | Lenija              |
| Shezë e Madhe / Sheza e Madhe          | Shezë / Sheza                                    | falu     | alközségközpont                               | Elbasan | Peqin             | Sheza               |
| Shirgjan / Shirgjani                   |                                                  | falu     | alközségközpont                               | Elbasan | Elbasan           | Shirgjan            |
| Shushicë / Shushica                    |                                                  | falu     | alközségközpont                               | Elbasan | Elbasan           | Shushica            |
| Skënderbegas / Skënderbegasi           | Skëndërbegas / Skëndërbegasi                     | falu     | alközségközpont                               | Elbasan | Gramsh            | Skënderbegas        |
| Steblevë / Stebleva                    | Stëblevë / Stëbleva                              | falu     | alközségközpont                               | Elbasan | Librazhd          | Stebleva            |
| Stravaj                                |                                                  | falu     | alközségközpont                               | Elbasan | Prrenjas          | Stravaj             |
| Sult / Sulti                           |                                                  | falu     | alközségközpont                               | Elbasan | Gramsh            | Sult                |
| Tregan / Tregani                       |                                                  | falu     | alközségközpont                               | Elbasan | Elbasan           | Tregan              |
| Tunjë / Tunja                          |                                                  | falu     | alközségközpont                               | Elbasan | Gramsh            | Tunja               |
| Zavalinë / Zavalina                    |                                                  | falu     | alközségközpont                               | Elbasan | Elbasan           | Zavalina            |
| Algjinaj                               | Algjin / Algjini                                 | falu     |                                               | Elbasan | Peqin             | Sheza               |
| Arrëz / Arrëzi                         |                                                  | falu     |                                               | Elbasan | Librazhd          | Qendra (Librazhd)   |
| Arven / Arveni                         | Arvend / Arvendi, Arrvend / Arrvendi             | falu     |                                               | Elbasan | Peqin             | Përparim            |
| Babje / Babja                          | Babjë / Babja                                    | falu     |                                               | Elbasan | Librazhd          | Qendra (Librazhd)   |
| Balëz-Lart / Balëz-Larti               |                                                  | falu     |                                               | Elbasan | Elbasan           | Bradashesh          |
| Balëz-Poshtë / Balëz-Poshta            | Balëz / Balëza                                   | falu     |                                               | Elbasan | Elbasan           | Bradashesh          |
| Balldre / Balldreu                     | Balldren / Balldreni                             | falu     |                                               | Elbasan | Elbasan           | Papër               |
| Ballgjin / Ballgjini                   |                                                  | falu     |                                               | Elbasan | Librazhd          | Orenja              |
| Banjë / Banja                          |                                                  | falu     |                                               | Elbasan | Cërrik            | Klos                |
| Bardhaj                                | Bardhas / Bardhasi                               | falu     |                                               | Elbasan | Peqin             | Gjoçaj              |
| Bardhaj                                |                                                  | falu     |                                               | Elbasan | Prrenjas          | Rrajca              |
| Bathës / Bathësi                       | Bathes / Bathesi                                 | falu     |                                               | Elbasan | Elbasan           | Shirgjan            |
| Belsh-Qendër / Belsh-Qendra            |                                                  | falu     |                                               | Elbasan | Belsh             | Belsh               |
| Benë / Bena                            |                                                  | falu     |                                               | Elbasan | Elbasan           | Labinot-Mal         |
| Bërsnik / Bërsniku                     |                                                  | falu     |                                               | Elbasan | Gramsh            | Kushova             |
| Bersnik i Poshtëm / Bersniku i Poshtëm | Bërsnik i Poshtëm / Bërsniku i Poshtëm           | falu     |                                               | Elbasan | Gramsh            | Kodovjat            |
| Bersnik i Sipërm / Bersniku i Sipërm   | Bërsnik i Sipërm / Bërsniku i Sipërm             | falu     |                                               | Elbasan | Gramsh            | Kodovjat            |
| Bërzeshtë / Bërzeshta                  |                                                  | falu     |                                               | Elbasan | Prrenjas          | Qukës               |
| Bicaj                                  |                                                  | falu     |                                               | Elbasan | Gramsh            | Lenija              |
| Bicaj                                  |                                                  | falu     |                                               | Elbasan | Peqin             | Përparim            |
| Bishqem / Bishqemi                     |                                                  | falu     |                                               | Elbasan | Peqin             | Pajova              |
| Bishqem-Fushë / Bishqem-Fusha          |                                                  | falu     |                                               | Elbasan | Peqin             | Pajova              |
| Bixellë / Bixella                      | Bicellë / Bicella                                | falu     |                                               | Elbasan | Elbasan           | Funar               |
| Bizhdan / Bizhdani                     |                                                  | falu     |                                               | Elbasan | Elbasan           | Tregan              |
| Bizhutë / Bizhuta                      |                                                  | falu     |                                               | Elbasan | Elbasan           | Papër               |
| Blerimas / Blerimasi                   |                                                  | falu     |                                               | Elbasan | Elbasan           | Tregan              |
| Bletëz / Bletëza                       | Bletas / Bletasi                                 | falu     |                                               | Elbasan | Gramsh            | Skënderbegas        |
| Blinas / Blinasi                       |                                                  | falu     |                                               | Elbasan | Peqin             | Gjoçaj              |
| Bodin / Bodini                         | Bodinë / Bodina                                  | falu     |                                               | Elbasan | Elbasan           | Gracen              |
| Borovë / Borova                        |                                                  | falu     |                                               | Elbasan | Librazhd          | Stebleva            |
| Bratilë / Bratila                      |                                                  | falu     |                                               | Elbasan | Gramsh            | Kodovjat            |
| Bregas / Bregasi                       |                                                  | falu     |                                               | Elbasan | Gramsh            | Kushova             |
| Bregas / Bregasi                       |                                                  | falu     |                                               | Elbasan | Peqin             | Gjoçaj              |
| Broshkë / Broshka                      |                                                  | falu     |                                               | Elbasan | Elbasan           | Papër               |
| Broshtan / Broshtani                   |                                                  | falu     |                                               | Elbasan | Gramsh            | Kodovjat            |
| Bujaras / Bujarasi                     |                                                  | falu     |                                               | Elbasan | Elbasan           | Gjergjan            |
| Bujqës / Bujqësi                       | Bujqes / Bujqesi                                 | falu     |                                               | Elbasan | Elbasan           | Shirgjan            |
| Bulçar / Bulçari                       |                                                  | falu     |                                               | Elbasan | Gramsh            | Kodovjat            |
| Burrishtë / Burrishta                  | Burishtë / Burishta                              | falu     |                                               | Elbasan | Elbasan           | Zavalina            |
| Buzgarë / Buzgara                      |                                                  | falu     |                                               | Elbasan | Librazhd          | Hotolisht           |
| Cacabezë / Cacabeza                    | Cacabej                                          | falu     |                                               | Elbasan | Peqin             | Pajova              |
| Çartalloz / Çartallozi                 |                                                  | falu     |                                               | Elbasan | Cërrik            | Gostima             |
| Çaushaj                                |                                                  | falu     |                                               | Elbasan | Peqin             | Përparim            |
| Çekin / Çekini                         |                                                  | falu     |                                               | Elbasan | Gramsh            | Pishaj              |
| Celhakaj                               | Çelhakaj                                         | falu     |                                               | Elbasan | Peqin             | Gjoçaj              |
| Çengelaj                               | Çengelas / Çengelasi                             | falu     |                                               | Elbasan | Peqin             | Pajova              |
| Çepë / Çepa                            | Çepe                                             | falu     |                                               | Elbasan | Belsh             | Belsh               |
| Çerçan / Çerçani                       |                                                  | falu     |                                               | Elbasan | Librazhd          | Hotolisht           |
| Çerragë / Çerraga                      |                                                  | falu     |                                               | Elbasan | Belsh             | Fierza              |
| Cerujë / Ceruja                        | Cerrujë / Cerruja                                | falu     |                                               | Elbasan | Elbasan           | Funar               |
| Cerunjë / Cerunja                      |                                                  | falu     |                                               | Elbasan | Gramsh            | Pishaj              |
| Çestije                                |                                                  | falu     |                                               | Elbasan | Belsh             | Kajan               |
| Çikallesh / Çikalleshi                 | Cikallesh / Cikalleshi                           | falu     |                                               | Elbasan | Elbasan           | Tregan              |
| Cingar i Poshtëm / Cingari i Poshtëm   |                                                  | falu     |                                               | Elbasan | Gramsh            | Pishaj              |
| Cingar i Sipërm / Cingari i Sipërm     |                                                  | falu     |                                               | Elbasan | Gramsh            | Pishaj              |
| Çopanaj                                |                                                  | falu     |                                               | Elbasan | Peqin             | Përparim            |
| Dardhë / Dardha                        |                                                  | falu     |                                               | Elbasan | Librazhd          | Hotolisht           |
| Dasar / Dasari                         | Desar / Desari                                   | falu     |                                               | Elbasan | Cërrik            | Mollas              |
| Derstilë / Derstila                    |                                                  | falu     |                                               | Elbasan | Elbasan           | Gjinar              |
| Dëshiran / Dëshirani                   | Deshiran / Deshirani                             | falu     |                                               | Elbasan | Belsh             | Grekan              |
| Dopaj                                  |                                                  | falu     |                                               | Elbasan | Elbasan           | Gracen              |
| Dorëz / Dorëza                         |                                                  | falu     |                                               | Elbasan | Librazhd          | Qendra (Librazhd)   |
| Dragostunjë / Dragostunja              |                                                  | falu     |                                               | Elbasan | Librazhd          | Qendra (Librazhd)   |
| Dragot / Dragoti                       |                                                  | falu     |                                               | Elbasan | Belsh             | Kajan               |
| Dragot / Dragoti                       | Dragot-Sulovë / Dragot-Sulova                    | falu     |                                               | Elbasan | Cërrik            | Mollas              |
| Dragot-Dumre / Dragot-Dumreja          |                                                  | falu     |                                               | Elbasan | Belsh             | Kajan               |
| Drangaj                                |                                                  | falu     |                                               | Elbasan | Peqin             | Karina              |
| Dranovicë / Dranovica                  | Drenovicë / Drenovica                            | falu     |                                               | Elbasan | Librazhd          | Lunik               |
| Dritaj                                 |                                                  | falu     |                                               | Elbasan | Prrenjas          | Qukës               |
| Dritas / Dritasi                       |                                                  | falu     |                                               | Elbasan | Elbasan           | Labinot-Mal         |
| Drizaj                                 |                                                  | falu     |                                               | Elbasan | Belsh             | Kajan               |
| Drizë / Driza                          |                                                  | falu     |                                               | Elbasan | Gramsh            | Pishaj              |
| Dufshan / Dufshani                     |                                                  | falu     |                                               | Elbasan | Gramsh            | Sult                |
| Dumberas / Dumberasi                   |                                                  | falu     |                                               | Elbasan | Gramsh            | Kushova             |
| Dushk / Dushku                         |                                                  | falu     |                                               | Elbasan | Belsh             | Belsh               |
| Dushk / Dushku                         |                                                  | falu     |                                               | Elbasan | Gramsh            | Sult                |
| Duzhë / Duzha                          | Duzh / Duzhi                                     | falu     |                                               | Elbasan | Gramsh            | Tunja               |
| Ermenj / Ermenji                       |                                                  | falu     |                                               | Elbasan | Gramsh            | Skënderbegas        |
| Fanjë / Fanja                          |                                                  | falu     |                                               | Elbasan | Prrenjas          | Qukës               |
| Farret / Farreti                       |                                                  | falu     |                                               | Elbasan | Prrenjas          | Stravaj             |
| Fatish / Fatisha                       |                                                  | falu     |                                               | Elbasan | Peqin             | Përparim            |
| Fierzë / Fierza                        |                                                  | falu     |                                               | Elbasan | Belsh             | Fierza              |
| Fikas / Fikasi                         |                                                  | falu     |                                               | Elbasan | Elbasan           | Bradashesh          |
| Floq / Floqi                           |                                                  | falu     |                                               | Elbasan | Cërrik            | Klos                |
| Floq / Floqi                           |                                                  | falu     |                                               | Elbasan | Librazhd          | Orenja              |
| Funarës / Funarësi                     | Funarëz / Funarëza                               | falu     |                                               | Elbasan | Librazhd          | Orenja              |
| Fushë-Buall / Fushë-Bualli             | Fush-Bull / Fush-Bulli, Fushë-Bull / Fushë-Bulli | falu     |                                               | Elbasan | Elbasan           | Shushica            |
| Fushëz / Fushëza                       |                                                  | falu     |                                               | Elbasan | Gramsh            | Skënderbegas        |
| Gafer / Gaferi                         | Gaferr / Gaferri                                 | falu     |                                               | Elbasan | Prrenjas          | Stravaj             |
| Galigat / Galigati                     |                                                  | falu     |                                               | Elbasan | Gramsh            | Pishaj              |
| Galush / Galushi                       |                                                  | falu     |                                               | Elbasan | Peqin             | Përparim            |
| Garunjë e Madhe / Garunja e Madhe      |                                                  | falu     |                                               | Elbasan | Peqin             | Përparim            |
| Garunjë e Papërit / Garunja e Papërit  | Garunjë e Paprit / Garunja e Paprit              | falu     |                                               | Elbasan | Peqin             | Pajova              |
| Garunjë e Vogël / Garunja e Vogël      |                                                  | falu     |                                               | Elbasan | Peqin             | Karina              |
| Gizavesh / Gizaveshi                   |                                                  | falu     |                                               | Elbasan | Librazhd          | Qendra (Librazhd)   |
| Gjeraqinë / Gjeraqina                  |                                                  | falu     |                                               | Elbasan | Gramsh            | Kushova             |
| Gjerë / Gjera                          |                                                  | falu     |                                               | Elbasan | Gramsh            | Poroçan             |
| Gjergjovinë / Gjergjovina              |                                                  | falu     |                                               | Elbasan | Gramsh            | Pishaj              |
| Gjevur / Gjevuri                       |                                                  | falu     |                                               | Elbasan | Peqin             | Përparim            |
| Gjinuk / Gjinuku                       |                                                  | falu     |                                               | Elbasan | Belsh             | Kajan               |
| Gjolenë / Gjolena                      |                                                  | falu     |                                               | Elbasan | Belsh             | Kajan               |
| Gjonmë / Gjonma                        |                                                  | falu     |                                               | Elbasan | Elbasan           | Gjergjan            |
| Gjormë / Gjorma                        | Gjorm / Gjormi                                   | falu     |                                               | Elbasan | Elbasan           | Gracen              |
| Gjyrale                                | Gjyral / Gjyrali                                 | falu     |                                               | Elbasan | Cërrik            | Gostima             |
| Godolesh / Godoleshi                   |                                                  | falu     |                                               | Elbasan | Elbasan           | Labinot-Fusha       |
| Gostimë / Gostima                      |                                                  | falu     |                                               | Elbasan | Librazhd          | Polis               |
| Grabovë e Poshtme / Grabova e Poshtme  |                                                  | falu     |                                               | Elbasan | Gramsh            | Lenija              |
| Grabovë e Sipërme / Grabova e Sipërme  |                                                  | falu     |                                               | Elbasan | Gramsh            | Lenija              |
| Gradishtë / Gradishta                  |                                                  | falu     |                                               | Elbasan | Belsh             | Belsh               |
| Gramsh-Fshat / Gramsh-Fshati           |                                                  | falu     |                                               | Elbasan | Gramsh            | Pishaj              |
| Grazhdan / Grazhdani                   |                                                  | falu     |                                               | Elbasan | Gramsh            | Kukur               |
| Grekan / Grekani                       |                                                  | falu     |                                               | Elbasan | Gramsh            | Sult                |
| Gribë / Griba                          |                                                  | falu     |                                               | Elbasan | Gramsh            | Kukur               |
| Griqan i Poshtëm / Griqani i Poshtëm   |                                                  | falu     |                                               | Elbasan | Elbasan           | Labinot-Fusha       |
| Griqan i Sipërm / Griqani i Sipërm     |                                                  | falu     |                                               | Elbasan | Elbasan           | Labinot-Fusha       |
| Gryksh i Madh / Grykshi i Madh         | Grykesh i Madh / Grykeshi i Madh                 | falu     |                                               | Elbasan | Peqin             | Pajova              |
| Gryksh i Vogël / Grykshi i Vogël       | Grykesh i Vogël / Grykeshi i Vogël               | falu     |                                               | Elbasan | Peqin             | Sheza               |
| Gurabardh / Gurabardhi                 | Gurabardhë / Gurabardha                          | falu     |                                               | Elbasan | Elbasan           | Bradashesh          |
| Gurakuq / Gurakuqi                     |                                                  | falu     |                                               | Elbasan | Librazhd          | Orenja              |
| Guras / Gurasi                         | Gurras / Gurrasi                                 | falu     |                                               | Elbasan | Belsh             | Grekan              |
| Gur i Bardhë / Guri i Bardhë           |                                                  | falu     |                                               | Elbasan | Belsh             | Rrasa               |
| Gurisht / Gurishti                     |                                                  | falu     |                                               | Elbasan | Elbasan           | Tregan              |
| Gur i Zi / Guri i Zi                   |                                                  | falu     |                                               | Elbasan | Elbasan           | Labinot-Mal         |
| Gurrë / Gurra                          |                                                  | falu     |                                               | Elbasan | Prrenjas          | Qukës               |
| Gurrëz / Gurrëza                       |                                                  | falu     |                                               | Elbasan | Gramsh            | Pishaj              |
| Gurshpatë / Gurshpata                  | Gurëshpatë / Gurëshpata                          | falu     |                                               | Elbasan | Librazhd          | Polis               |
| Hajdaran / Hajdarani                   |                                                  | falu     |                                               | Elbasan | Elbasan           | Shushica            |
| Hardhi / Hardhia                       | Hardhias / Hardhiasi                             | falu     |                                               | Elbasan | Belsh             | Fierza              |
| Harunas / Harunasi                     |                                                  | falu     |                                               | Elbasan | Gramsh            | Skënderbegas        |
| Hasmashaj                              |                                                  | falu     |                                               | Elbasan | Peqin             | Gjoçaj              |
| Hasnjok / Hasnjoku                     |                                                  | falu     |                                               | Elbasan | Peqin             | Pajova              |
| Haspiraj                               |                                                  | falu     |                                               | Elbasan | Peqin             | Pajova              |
| Holtas / Holtasi                       |                                                  | falu     |                                               | Elbasan | Gramsh            | Poroçan             |
| Irmanj / Irmanji                       |                                                  | falu     |                                               | Elbasan | Gramsh            | Tunja               |
| Jagodinë / Jagodina                    |                                                  | falu     |                                               | Elbasan | Elbasan           | Shirgjan            |
| Jalesh / Jateshi                       |                                                  | falu     |                                               | Elbasan | Elbasan           | Papër               |
| Jançë / Jança                          | Jançë-Qendër / Jançë-Qendra                      | falu     |                                               | Elbasan | Gramsh            | Tunja               |
| Jançë-Mal / Jançë-Mali                 | Jançë-Mal                                        | falu     |                                               | Elbasan | Gramsh            | Tunja               |
| Jeronisht / Jeronishti                 | Jeronishtë / Jeronishta, Joronishtë / Joronishta | falu     |                                               | Elbasan | Elbasan           | Zavalina            |
| Kabash / Kabashi                       |                                                  | falu     |                                               | Elbasan | Gramsh            | Poroçan             |
| Kaçivel / Kaçiveli                     | Kacivel / Kaciveli                               | falu     |                                               | Elbasan | Elbasan           | Tregan              |
| Kaferr / Kaferri                       |                                                  | falu     |                                               | Elbasan | Elbasan           | Gjinar              |
| Kalaj                                  |                                                  | falu     |                                               | Elbasan | Gramsh            | Kukur               |
| Kamiçan / Kamiçani                     |                                                  | falu     |                                               | Elbasan | Elbasan           | Zavalina            |
| Kamunah / Kamunahu                     |                                                  | falu     |                                               | Elbasan | Cërrik            | Mollas              |
| Karakullak / Karakullaku               |                                                  | falu     |                                               | Elbasan | Elbasan           | Bradashesh          |
| Karkavec / Karkaveci                   |                                                  | falu     |                                               | Elbasan | Prrenjas          | Qukës               |
| Karthnekë / Karthneka                  |                                                  | falu     |                                               | Elbasan | Peqin             | Sheza               |
| Katërlis / Katërlisi                   | Katerlis / Katerlisi                             | falu     |                                               | Elbasan | Gramsh            | Tunja               |
| Katesh / Kateshi                       |                                                  | falu     |                                               | Elbasan | Peqin             | Përparim            |
| Katjel / Katjeli                       |                                                  | falu     |                                               | Elbasan | Prrenjas          | Rrajca              |
| Katund i Ri / Katundi i Ri             |                                                  | falu     |                                               | Elbasan | Elbasan           | Bradashesh          |
| Kazije                                 | Kazijë / Kazija                                  | falu     |                                               | Elbasan | Peqin             | Karina              |
| Kërpicë / Kërpica                      |                                                  | falu     |                                               | Elbasan | Gramsh            | Kushova             |
| Kështjellë / Kështjella                | Kështjellas / Kështjellasi                       | falu     |                                               | Elbasan | Elbasan           | Gjergjan            |
| Kishtë / Kishta                        |                                                  | falu     |                                               | Elbasan | Gramsh            | Kodovjat            |
| Koçaj                                  |                                                  | falu     |                                               | Elbasan | Gramsh            | Pishaj              |
| Kodër-Bujaras / Kodër-Bujarasi         |                                                  | falu     |                                               | Elbasan | Elbasan           | Gjergjan            |
| Kodras / Kodrasi                       |                                                  | falu     |                                               | Elbasan | Cërrik            | Shalës              |
| Kodras / Kodrasi                       |                                                  | falu     |                                               | Elbasan | Peqin             | Përparim            |
| Kokël / Kokli                          | Kokel / Kokeli                                   | falu     |                                               | Elbasan | Gramsh            | Kodovjat            |
| Kokrevë / Kokreva                      |                                                  | falu     |                                               | Elbasan | Librazhd          | Hotolisht           |
| Korrë / Korra                          |                                                  | falu     |                                               | Elbasan | Elbasan           | Funar               |
| Koshorisht / Koshorishti               | Kosharisht / Kosharishti                         | falu     |                                               | Elbasan | Librazhd          | Lunik               |
| Kosovë / Kosova                        |                                                  | falu     |                                               | Elbasan | Belsh             | Fierza              |
| Kostenjë / Kostenja                    | Kosovë                                           | falu     |                                               | Elbasan | Librazhd          | Lunik               |
| Kotkë / Kotka                          |                                                  | falu     |                                               | Elbasan | Gramsh            | Skënderbegas        |
| Kotodesh / Kotodeshi                   |                                                  | falu     |                                               | Elbasan | Prrenjas          | Rrajca              |
| Kotorr / Kotorri                       |                                                  | falu     |                                               | Elbasan | Gramsh            | Pishaj              |
| Kozan / Kozani                         |                                                  | falu     |                                               | Elbasan | Elbasan           | Bradashesh          |
| Krrabë e Vogël / Krraba e Vogël        |                                                  | falu     |                                               | Elbasan | Elbasan           | Funar               |
| Kryezjarr / Kryezjarri                 | Kryezjarth / Kryezjarthi                         | falu     |                                               | Elbasan | Elbasan           | Shirgjan            |
| Kukuçovë / Kukuçova                    |                                                  | falu     |                                               | Elbasan | Gramsh            | Sult                |
| Kullollas / Kullollasi                 |                                                  | falu     |                                               | Elbasan | Gramsh            | Skënderbegas        |
| Kuqan / Kuqani                         |                                                  | falu     |                                               | Elbasan | Elbasan           | Shirgjan            |
| Kuratë / Kurata                        |                                                  | falu     |                                               | Elbasan | Gramsh            | Lenija              |
| Kurtaj                                 |                                                  | falu     |                                               | Elbasan | Peqin             | Gjoçaj              |
| Kurtalli / Kurtalliu                   |                                                  | falu     |                                               | Elbasan | Cërrik            | Shalës              |
| Kusarth / Kusarthi                     |                                                  | falu     |                                               | Elbasan | Elbasan           | Bradashesh          |
| Kutërqar / Kutërqari                   | Kuterqar / Kuterqari                             | falu     |                                               | Elbasan | Gramsh            | Sult                |
| Kuturman / Kuturmani                   | Kuterman / Kutermani                             | falu     |                                               | Elbasan | Librazhd          | Qendra (Librazhd)   |
| Kyçyk / Kyçyku                         |                                                  | falu     |                                               | Elbasan | Elbasan           | Tregan              |
| Lamollë / Lamolla                      |                                                  | falu     |                                               | Elbasan | Elbasan           | Labinot-Mal         |
| Lazarej                                |                                                  | falu     |                                               | Elbasan | Peqin             | Pajova              |
| Lemnushë / Lemnusha                    |                                                  | falu     |                                               | Elbasan | Gramsh            | Skënderbegas        |
| Leqit / Leqiti                         |                                                  | falu     |                                               | Elbasan | Peqin             | Pajova              |
| Letan / Letani                         |                                                  | falu     |                                               | Elbasan | Elbasan           | Bradashesh          |
| Letëm                                  |                                                  | falu     |                                               | Elbasan | Librazhd          | Lunik               |
| Librazhd-Katund / Librazhd-Katundi     |                                                  | falu     |                                               | Elbasan | Librazhd          | Qendra (Librazhd)   |
| Liçaj                                  |                                                  | falu     |                                               | Elbasan | Cërrik            | Shalës              |
| Linas / Linasi                         |                                                  | falu     |                                               | Elbasan | Cërrik            | Mollas              |
| Liras / Lirasi                         |                                                  | falu     |                                               | Elbasan | Gramsh            | Pishaj              |
| Lisaj                                  |                                                  | falu     |                                               | Elbasan | Belsh             | Kajan               |
| Lisnajë / Lisnaja                      |                                                  | falu     |                                               | Elbasan | Peqin             | Përparim            |
| Llangë / Llanga                        |                                                  | falu     |                                               | Elbasan | Librazhd          | Stebleva            |
| Lleshaj                                | Lleshan / Lleshani                               | falu     |                                               | Elbasan | Gramsh            | Poroçan             |
| Lleshan / Lleshani                     | Lleshën / Lleshëni                               | falu     |                                               | Elbasan | Elbasan           | Gjinar              |
| Lolaj                                  |                                                  | falu     |                                               | Elbasan | Peqin             | Përparim            |
| Lubinjë / Lubinja                      |                                                  | falu     |                                               | Elbasan | Gramsh            | Tunja               |
| Lugaj                                  |                                                  | falu     |                                               | Elbasan | Elbasan           | Papër               |
| Lugaxhi / Lugaxhia                     |                                                  | falu     |                                               | Elbasan | Elbasan           | Labinot-Mal         |
| Lukan / Lukani                         |                                                  | falu     |                                               | Elbasan | Elbasan           | Gjinar              |
| Lumas / Lumasi                         |                                                  | falu     |                                               | Elbasan | Cërrik            | Klos                |
| Malasej / Malaseji                     | Malasenj / Malasenji                             | falu     |                                               | Elbasan | Cërrik            | Gostima             |
| Mamël / Mamli                          | Mamel / Mameli                                   | falu     |                                               | Elbasan | Elbasan           | Gracen              |
| Marinaj                                |                                                  | falu     |                                               | Elbasan | Librazhd          | Qendra (Librazhd)   |
| Marinas / Marinasi                     | Marinëz / Marinëza                               | falu     |                                               | Elbasan | Belsh             | Belsh               |
| Mashan / Mashani                       |                                                  | falu     |                                               | Elbasan | Gramsh            | Kodovjat            |
| Maskarth / Maskarthi                   |                                                  | falu     |                                               | Elbasan | Elbasan           | Gjinar              |
| Mazrek / Mazreku                       |                                                  | falu     |                                               | Elbasan | Gramsh            | Sult                |
| Mengël / Mengli                        |                                                  | falu     |                                               | Elbasan | Elbasan           | Labinot-Fusha       |
| Menik / Meniku                         | Mënik / Mëniku                                   | falu     |                                               | Elbasan | Prrenjas          | Qukës               |
| Merhojë / Merhoja                      |                                                  | falu     |                                               | Elbasan | Belsh             | Kajan               |
| Mërqizë / Mërqiza                      |                                                  | falu     |                                               | Elbasan | Librazhd          | Qendra (Librazhd)   |
| Mexixë / Mexixa                        | Mëxixë / Mëxixa                                  | falu     |                                               | Elbasan | Librazhd          | Orenja              |
| Mirakë / Miraka                        |                                                  | falu     |                                               | Elbasan | Librazhd          | Polis               |
| Mjekës / Mjekësi                       |                                                  | falu     |                                               | Elbasan | Elbasan           | Shirgjan            |
| Mlizë / Mliza                          |                                                  | falu     |                                               | Elbasan | Elbasan           | Shushica            |
| Moglicë / Moglica                      |                                                  | falu     |                                               | Elbasan | Librazhd          | Stebleva            |
| Mollagjesh / Mollagjeshi               |                                                  | falu     |                                               | Elbasan | Elbasan           | Funar               |
| Muçan / Muçani                         |                                                  | falu     |                                               | Elbasan | Elbasan           | Tregan              |
| Mukaj                                  |                                                  | falu     |                                               | Elbasan | Gramsh            | Kukur               |
| Muriqan / Muriqani                     |                                                  | falu     |                                               | Elbasan | Elbasan           | Gjergjan            |
| Murras / Murrasi                       |                                                  | falu     |                                               | Elbasan | Elbasan           | Papër               |
| Nartë / Narta                          |                                                  | falu     |                                               | Elbasan | Gramsh            | Skënderbegas        |
| Neshtë / Neshta                        |                                                  | falu     |                                               | Elbasan | Librazhd          | Orenja              |
| Nezhan / Nezhani                       | Nexhan / Nexhani                                 | falu     |                                               | Elbasan | Elbasan           | Zavalina            |
| Oban / Obani                           |                                                  | falu     |                                               | Elbasan | Gramsh            | Tunja               |
| Ostenth / Ostenthi                     |                                                  | falu     |                                               | Elbasan | Gramsh            | Pishaj              |
| Pajengë / Pajenga                      |                                                  | falu     |                                               | Elbasan | Elbasan           | Gracen              |
| Pajun / Pajuni                         |                                                  | falu     |                                               | Elbasan | Elbasan           | Papër               |
| Papër-Sallak / Papër-Sallaku           |                                                  | falu     |                                               | Elbasan | Elbasan           | Papër               |
| Pashtresh / Pashtreshi                 |                                                  | falu     |                                               | Elbasan | Elbasan           | Gjinar              |
| Paulesh / Pauleshi                     |                                                  | falu     |                                               | Elbasan | Peqin             | Pajova              |
| Pekisht / Pekishti                     |                                                  | falu     |                                               | Elbasan | Peqin             | Sheza               |
| Petresh / Petreshi                     |                                                  | falu     |                                               | Elbasan | Elbasan           | Bradashesh          |
| Pishkash / Pishkashi                   |                                                  | falu     |                                               | Elbasan | Prrenjas          | Qukës               |
| Pishkash-Veri / Pishkash-Veriu         | Pishkash-Vërri / Pishkash-Vërriu                 | falu     |                                               | Elbasan | Prrenjas          | Qukës               |
| Plangaricë / Plangarica                |                                                  | falu     |                                               | Elbasan | Elbasan           | Gracen              |
| Plepas / Plepasi                       |                                                  | falu     |                                               | Elbasan | Gramsh            | Tunja               |
| Pobrat / Pobrati                       |                                                  | falu     |                                               | Elbasan | Elbasan           | Gjinar              |
| Polis i Vogël / Polisi i Vogël         |                                                  | falu     |                                               | Elbasan | Elbasan           | Shushica            |
| Polis-Vale                             | Polis-Kalë /Polis-Kala                           | falu     |                                               | Elbasan | Elbasan           | Shushica            |
| Posnovisht / Posnovishti               |                                                  | falu     |                                               | Elbasan | Gramsh            | Kodovjat            |
| Preçë e Poshtme / Preça e Poshtme      |                                                  | falu     |                                               | Elbasan | Elbasan           | Funar               |
| Preçë e Sipërme / Preça e Sipërme      |                                                  | falu     |                                               | Elbasan | Elbasan           | Funar               |
| Prevall / Prevalli                     | Prevallë / Prevalla                              | falu     |                                               | Elbasan | Librazhd          | Lunik               |
| Prodan / Prodani                       |                                                  | falu     |                                               | Elbasan | Librazhd          | Stebleva            |
| Progër / Progëri                       |                                                  | falu     |                                               | Elbasan | Peqin             | Karina              |
| Prrenjas / Prrenjasi                   |                                                  | falu     |                                               | Elbasan | Gramsh            | Tunja               |
| Prrenjas-Fshat / Prrenjas-Fshati       |                                                  | falu     |                                               | Elbasan | Prrenjas          | Prrenjas            |
| Qafë / Qafa                            |                                                  | falu     |                                               | Elbasan | Cërrik            | Klos                |
| Qafë / Qafa                            |                                                  | falu     |                                               | Elbasan | Elbasan           | Labinot-Mal         |
| Qafë-Shkallë / Qafë-Shkalla            | Qafshkallë / Qafshkalla                          | falu     |                                               | Elbasan | Belsh             | Belsh               |
| Qarrishtë / Qarrishta                  |                                                  | falu     |                                               | Elbasan | Librazhd          | Qendra (Librazhd)   |
| Qerret / Qerreti                       |                                                  | falu     |                                               | Elbasan | Elbasan           | Labinot-Mal         |
| Qerret / Qerreti                       |                                                  | falu     |                                               | Elbasan | Gramsh            | Pishaj              |
| Qukës-Skënderbej                       | Qukës-Skënderbe / Qukës-Skënderbeu               | falu     |                                               | Elbasan | Prrenjas          | Qukës               |
| Qyrkan / Qyrkani                       |                                                  | falu     |                                               | Elbasan | Cërrik            | Klos                |
| Rashtan / Rashtani                     |                                                  | falu     |                                               | Elbasan | Gramsh            | Kukur               |
| Reçan / Reçani                         |                                                  | falu     |                                               | Elbasan | Elbasan           | Bradashesh          |
| Rinas / Rinasi                         |                                                  | falu     |                                               | Elbasan | Librazhd          | Orenja              |
| Rmath / Rmathi                         |                                                  | falu     |                                               | Elbasan | Gramsh            | Kukur               |
| Rrasë e Sipërme / Rrasa e Sipërme      |                                                  | falu     |                                               | Elbasan | Belsh             | Rrasa               |
| Rrashtan / Rrashtani                   |                                                  | falu     |                                               | Elbasan | Prrenjas          | Prrenjas            |
| Rrenës / Rrenësi                       | Rrenas / Rrenasi                                 | falu     |                                               | Elbasan | Belsh             | Grekan              |
| Rrilë / Rrila                          |                                                  | falu     |                                               | Elbasan | Elbasan           | Bradashesh          |
| Rrozej                                 | Rozejë / Rozeja                                  | falu     |                                               | Elbasan | Peqin             | Karina              |
| Rrumbullak / Rrumbullaku               |                                                  | falu     |                                               | Elbasan | Peqin             | Gjoçaj              |
| Sallbegaj                              |                                                  | falu     |                                               | Elbasan | Peqin             | Gjoçaj              |
| Sarasel / Saraseli                     | Saraselë / Sarasela                              | falu     |                                               | Elbasan | Gramsh            | Tunja               |
| Sebisht / Sebishti                     |                                                  | falu     |                                               | Elbasan | Librazhd          | Stebleva            |
| Seferan / Seferani                     |                                                  | falu     |                                               | Elbasan | Belsh             | Belsh               |
| Selitë / Selita                        |                                                  | falu     |                                               | Elbasan | Cërrik            | Mollas              |
| Seltë / Selta                          | Selitë / Selita                                  | falu     |                                               | Elbasan | Elbasan           | Zavalina            |
| Selvias / Selviasi                     |                                                  | falu     |                                               | Elbasan | Cërrik            | Klos                |
| Semes / Semesi                         |                                                  | falu     |                                               | Elbasan | Librazhd          | Qendra (Librazhd)   |
| Sericë / Serica                        |                                                  | falu     |                                               | Elbasan | Elbasan           | Labinot-Mal         |
| Shegas / Shegasi                       |                                                  | falu     |                                               | Elbasan | Belsh             | Rrasa               |
| Sheh / Shehu                           |                                                  | falu     |                                               | Elbasan | Librazhd          | Polis               |
| Shelcan / Shelcani                     |                                                  | falu     |                                               | Elbasan | Elbasan           | Shushica            |
| Shelçan / Shelçani                     |                                                  | falu     |                                               | Elbasan | Gramsh            | Kodovjat            |
| Shemberdhenj / Shemberdhenji           | Sëmbërdhenj / Sëmbërdhenji                       | falu     |                                               | Elbasan | Gramsh            | Skënderbegas        |
| Shëmhill / Shëmhilli                   | Shënmëhill / Shënmëhilli                         | falu     |                                               | Elbasan | Elbasan           | Bradashesh          |
| Shëmrizë / Shëmriza                    | Shemrizë / Shemriza                              | falu     |                                               | Elbasan | Gramsh            | Pishaj              |
| Shënavlash / Shënavlashi               | Shinavlash / Shinavlashi                         | falu     |                                               | Elbasan | Elbasan           | Tregan              |
| Shëngjin / Shëngjini                   | Shingjin / Shingjini                             | falu     |                                               | Elbasan | Elbasan           | Gracen              |
| Shezë e Vogël / Sheza e Vogël          |                                                  | falu     |                                               | Elbasan | Peqin             | Sheza               |
| Shijon / Shijoni                       |                                                  | falu     |                                               | Elbasan | Elbasan           | Bradashesh          |
| Shilbatër / Shilbatra                  |                                                  | falu     |                                               | Elbasan | Elbasan           | Tregan              |
| Shkëndi / Shkëndije                    |                                                  | falu     |                                               | Elbasan | Belsh             | Belsh               |
| Shkozë / Shkoza                        |                                                  | falu     |                                               | Elbasan | Belsh             | Belsh               |
| Shmil / Shmili                         |                                                  | falu     |                                               | Elbasan | Elbasan           | Labinot-Mal         |
| Shqiponjë / Shqiponja                  |                                                  | falu     |                                               | Elbasan | Prrenjas          | Stravaj             |
| Shtëmaj                                | Shtemaj                                          | falu     |                                               | Elbasan | Elbasan           | Bradashesh          |
| Shtepanj / Shtepanji                   | Shtëpanjë / Shtëpanja                            | falu     |                                               | Elbasan | Cërrik            | Gostima             |
| Shtërmen / Shtërmeni                   |                                                  | falu     |                                               | Elbasan | Cërrik            | Gostima             |
| Shtith / Shtithi                       |                                                  | falu     |                                               | Elbasan | Belsh             | Belsh               |
| Shushicë / Shushica                    | Shushicë e Vogël / Shushica e Vogël              | falu     |                                               | Elbasan | Cërrik            | Gostima             |
| Siman / Simani                         | Simon / Simoni                                   | falu     |                                               | Elbasan | Gramsh            | Skënderbegas        |
| Sinametaj                              | Sinamatë / Sinamata                              | falu     |                                               | Elbasan | Peqin             | Karina              |
| Skënderbej                             |                                                  | falu     |                                               | Elbasan | Prrenjas          | Rrajca              |
| Skroskë / Skroska                      |                                                  | falu     |                                               | Elbasan | Prrenjas          | Qukës               |
| Snosmë / Snosma                        | Snosem / Snosemi                                 | falu     |                                               | Elbasan | Gramsh            | Kukur               |
| Sojnik / Sojniku                       |                                                  | falu     |                                               | Elbasan | Gramsh            | Kukur               |
| Sopot / Sopoti                         |                                                  | falu     |                                               | Elbasan | Prrenjas          | Stravaj             |
| Sotirë / Sotira                        |                                                  | falu     |                                               | Elbasan | Gramsh            | Kushova             |
| Spathar / Spathari                     | Spatharë / Spathara                              | falu     |                                               | Elbasan | Librazhd          | Qendra (Librazhd)   |
| Stafaj                                 |                                                  | falu     |                                               | Elbasan | Elbasan           | Funar               |
| Stanaj                                 |                                                  | falu     |                                               | Elbasan | Belsh             | Belsh               |
| Sterstan / Sterstani                   |                                                  | falu     |                                               | Elbasan | Elbasan           | Gjinar              |
| Stranik / Straniku                     |                                                  | falu     |                                               | Elbasan | Prrenjas          | Stravaj             |
| Strorë / Strora                        | Stror / Strori                                   | falu     |                                               | Elbasan | Gramsh            | Pishaj              |
| Sutaj                                  |                                                  | falu     |                                               | Elbasan | Prrenjas          | Rrajca              |
| Tërbaç / Tërbaçi                       |                                                  | falu     |                                               | Elbasan | Elbasan           | Gracen              |
| Tërvol / Tërvoli                       |                                                  | falu     |                                               | Elbasan | Gramsh            | Pishaj              |
| Thanë / Thana                          |                                                  | falu     |                                               | Elbasan | Elbasan           | Gjergjan            |
| Togëz / Togëzi                         |                                                  | falu     |                                               | Elbasan | Librazhd          | Qendra (Librazhd)   |
| Topojan / Topojani                     |                                                  | falu     |                                               | Elbasan | Cërrik            | Mollas              |
| Trash / Trashi                         |                                                  | falu     |                                               | Elbasan | Peqin             | Sheza               |
| Trashovicë / Trashovica                |                                                  | falu     |                                               | Elbasan | Gramsh            | Pishaj              |
| Trepsenisht / Trepsenishti             |                                                  | falu     |                                               | Elbasan | Elbasan           | Tregan              |
| Trojas / Trojasi                       |                                                  | falu     |                                               | Elbasan | Belsh             | Belsh               |
| Trunç / Trunçi                         |                                                  | falu     |                                               | Elbasan | Cërrik            | Klos                |
| Tudan / Tudani                         |                                                  | falu     |                                               | Elbasan | Elbasan           | Tregan              |
| Tunjë e Re / Tunja e Re                |                                                  | falu     |                                               | Elbasan | Gramsh            | Tunja               |
| Turbull / Turbulli                     |                                                  | falu     |                                               | Elbasan | Belsh             | Kajan               |
| Ulën / Ulni                            | Ulem / Ulemi                                     | falu     |                                               | Elbasan | Elbasan           | Bradashesh          |
| Ullishtas / Ullishtasi                 | Ullishtë / Ullishta                              | falu     |                                               | Elbasan | Elbasan           | Papër               |
| Ulovë / Ulova                          |                                                  | falu     |                                               | Elbasan | Gramsh            | Kushova             |
| Urakë / Uraka                          |                                                  | falu     |                                               | Elbasan | Prrenjas          | Rrajca              |
| Uruçaj                                 |                                                  | falu     |                                               | Elbasan | Peqin             | Përparim            |
| Valas / Valasi                         |                                                  | falu     |                                               | Elbasan | Elbasan           | Papër               |
| Valesh / Valeshi                       |                                                  | falu     |                                               | Elbasan | Elbasan           | Gjinar              |
| Valth / Valthi                         |                                                  | falu     |                                               | Elbasan | Gramsh            | Lenija              |
| Vashaj                                 |                                                  | falu     |                                               | Elbasan | Peqin             | Gjoçaj              |
| Vasjan / Vasjani                       |                                                  | falu     |                                               | Elbasan | Elbasan           | Shushica            |
| Vehçan / Vehçani                       | Velçan / Velçani                                 | falu     |                                               | Elbasan | Librazhd          | Hotolisht           |
| Vidhan / Vidhani                       |                                                  | falu     |                                               | Elbasan | Gramsh            | Skënderbegas        |
| Vidhas / Vidhasi                       |                                                  | falu     |                                               | Elbasan | Elbasan           | Papër               |
| Vidhas-Hasgjel / Vidhas-Hasgjeli       |                                                  | falu     |                                               | Elbasan | Elbasan           | Papër               |
| Vilan / Vilani                         |                                                  | falu     |                                               | Elbasan | Librazhd          | Polis               |
| Vinë / Vina                            |                                                  | falu     |                                               | Elbasan | Gramsh            | Pishaj              |
| Vreshtaj                               |                                                  | falu     |                                               | Elbasan | Elbasan           | Shushica            |
| Vreshtas / Vreshtasi                   |                                                  | falu     |                                               | Elbasan | Gramsh            | Kukur               |
| Vulçan / Vulçani                       |                                                  | falu     |                                               | Elbasan | Librazhd          | Hotolisht           |
| Xherie                                 | Xherije                                          | falu     |                                               | Elbasan | Cërrik            | Shalës              |
| Xhyrë / Xhyra                          |                                                  | falu     |                                               | Elbasan | Librazhd          | Hotolisht           |
| Xibrakë / Xibraka                      |                                                  | falu     |                                               | Elbasan | Cërrik            | Shalës              |
| Xibrakë / Xibraka                      |                                                  | falu     |                                               | Elbasan | Elbasan           | Labinot-Fusha       |
| Xibresh / Xibreshi                     |                                                  | falu     |                                               | Elbasan | Elbasan           | Gjinar              |
| Zabzun / Zabzuni                       |                                                  | falu     |                                               | Elbasan | Librazhd          | Stebleva            |
| Zamshë / Zamsha                        | Zamsh / Zamshi                                   | falu     |                                               | Elbasan | Gramsh            | Kodovjat            |
| Zdrajsh / Zdrajshi                     |                                                  | falu     |                                               | Elbasan | Librazhd          | Orenja              |
| Zdrajsh-Verri / Zdrajsh-Verriu         |                                                  | falu     |                                               | Elbasan | Librazhd          | Orenja              |
| Zenelas / Zenelasi                     |                                                  | falu     |                                               | Elbasan | Gramsh            | Skënderbegas        |
| Zgjupë-Fushë / Zgjupë-Fusha            | Zgjupë / Zgjupa                                  | falu     |                                               | Elbasan | Gramsh            | Sult                |
| Zgjupë-Kodër / Zgjupë-Kodra            | Kodër-Zgjupë / Kodër-Zgjupa                      | falu     |                                               | Elbasan | Gramsh            | Sult                |
| Zgosht / Zgoshti                       |                                                  | falu     |                                               | Elbasan | Librazhd          | Lunik               |